# Sinularia maxima
Sinularia maxima är en korallart som beskrevs av Verseveldt 1971. Sinularia maxima ingår i släktet Sinularia och familjen läderkoraller. Inga underarter finns listade i Catalogue of Life.